# Philippe Falardeau
Philippe Falardeau (Hull, 1º febbraio 1968) è un regista e sceneggiatore canadese.

## Biografia
Nell'ambito dei Premi Oscar 2012 ha ottenuto la nomination nella categoria miglior film straniero per Monsieur Lazhar. Nel 2009 ha vinto al Festival di Berlino l'Orso di cristallo.

## Filmografia

### Regista e sceneggiatore
- Pâté chinois (1997)
- La moitié gauche du frigo (2000)
- Congorama (2006)
- C'est pas moi, je le jure! (2008)
- Monsieur Lazhar (2011)
- In nome del figlio (Au nom du fils, 2012) - solo sceneggiatore
- The Good Lie (2014) - solo regista
- Guibord s'en va-t-en guerre (2015)
- The Bleeder - La storia del vero Rocky Balboa (The Bleeder) (2016) - solo regista
- Un anno con Salinger (My Salinger Year) (2020)